# XXIII Premis de la Unión de Actores
La XXIII edició dels Premis de la Unión de Actores, corresponents a l'any 2013, concedits pel sindicat d'actors Unión de Actores y Actrices, va tenir lloc el 10 de març de 2014 al Teatro Coliseum. Fou patrocinada per la Fundación Autor-SGAE i la Fundación AISGE. La gala fou dirigida per Ana Villa i Quino Falero, i presentada pels actors Secun de la Rosa i Llum Barrera. Josep Sazatornil no va poder assistir a recollir el seu premi degut al seu delicat estat de salut, i es va projectar un vídeo de com el rebia a casa seva.

## Candidatures

### Premi a Tota una vida
- Josep Sazatornil i Buendía

### Premi Especial
- ConArte

### Menció d'Honor Mujeres en Unión
- Asociación Cines ZOCO Majadahonda

### Cinema

#### Millor actriu protagonista
| Actriu         | Pel·lícula                     | Resultat   |
| -------------- | ------------------------------ | ---------- |
| Leticia Dolera | Violet                         | Nominada   |
| Ingrid Rubio   | La Estrella                    | Nominada   |
| Susi Sánchez   | 10.000 noches en ninguna parte | Guanyadora |

#### Millor actor protagonista
| Actor               | Pel·lícula                     | Resultat  |
| ------------------- | ------------------------------ | --------- |
| Álex González       | Alacrán enamorado              | Nominat   |
| Andrés Gertrúdix    | 10.000 noches en ninguna parte | Nominat   |
| Antonio de la Torre | Caníbal                        | Guanyador |

#### Millor actriu secundària
| Actriu           | Pel·lícula                     | Resultat   |
| ---------------- | ------------------------------ | ---------- |
| Lola Dueñas      | 10.000 noches en ninguna parte | Nominada   |
| Verónica Echegui | La gran familia española       | Nominada   |
| Belén López      | 15 años y un día               | Guanyadora |

#### Millor actor secundari
| Actor               | Pel·lícula               | Resultat  |
| ------------------- | ------------------------ | --------- |
| Roberto Álamo       | La gran familia española | Guanyador |
| Carlos Bardem       | Alacrán enamorado        | Nominat   |
| Antonio de la Torre | La gran familia española | Nominat   |

#### Millor actriu de repartiment
| Actriu           | Pel·lícula               | Resultat   |
| ---------------- | ------------------------ | ---------- |
| Natalia Mateo    | Casting                  | Nominada   |
| Carmen Mayordomo | Casting                  | Nominada   |
| Alicia Rubio     | La gran familia española | Guanyadora |

#### Millor actor de repartiment
| Actor                  | Pel·lícula        | Resultat  |
| ---------------------- | ----------------- | --------- |
| José Luis García Pérez | A puerta fría     | Nominat   |
| Daniel Muriel          | Diamantes negros  | Guanyador |
| Miguel Ángel Silvestre | Alacrán enamorado | Nominat   |

#### Millor actriu revelació
| Actriu            | Pel·lícula, sèrie o obra | Resultat   |
| ----------------- | ------------------------ | ---------- |
| Beatriz Grimaldos | La gaviota               | Nominada   |
| Arancha Martí     | La gran familia española | Nominada   |
| Olimpia Melinte   | Caníbal                  | Guanyadora |

#### Millor actor revelació
| Actor             | Pel·lícula, sèrie o obra | Resultat  |
| ----------------- | ------------------------ | --------- |
| Llorenç González  | Gran Hotel               | Nominat   |
| Hovik Keuchkerian | Alacrán enamorado        | Guanyador |
| Jorge Usón        | Feelgood                 | Nominat   |

### Televisió

#### Millor actriu protagonista
| Actriu          | Sèrie de televisió       | Resultat   |
| --------------- | ------------------------ | ---------- |
| Michelle Jenner | Isabel                   | Nominada   |
| Blanca Portillo | Niños robados            | Nominada   |
| Adriana Ugarte  | El tiempo entre costuras | Guanyadora |

#### Millor actor protagonista
| Actor                 | Sèrie de televisió | Resultat  |
| --------------------- | ------------------ | --------- |
| Roberto Enríquez      | Isabel             | Nominat   |
| Emilio Gutiérrez Caba | Gran reserva       | Guanyador |
| Rodolfo Sancho        | Isabel             | Nominat   |

#### Millor actriu secundària
| Actriu            | Sèrie de televisió       | Resultat   |
| ----------------- | ------------------------ | ---------- |
| Alicia Borrachero | Isabel                   | Nominada   |
| Elvira Mínguez    | El tiempo entre costuras | Guanyadora |
| Ángela Molina     | Gran reserva             | Nominada   |

#### Millor actor secundari
| Actor             | Sèrie de televisió       | Resultat  |
| ----------------- | ------------------------ | --------- |
| Daniel Albadalejo | Isabel                   | Nominat   |
| Lluís Homar       | Gran Hotel               | Nominat   |
| Carlos Santos     | El tiempo entre costuras | Guanyador |

#### Millor actriu de repartiment
| Actriu            | Sèrie de televisió | Resultat   |
| ----------------- | ------------------ | ---------- |
| Asunción Balaguer | Gran Hotel         | Guanyadora |
| Nuria Gallardo    | Isabel             | Nominada   |
| Kiti Mánver       | Gran Hotel         | Nominada   |

#### Millor actor de repartiment
| Actor         | Sèrie de televisió       | Resultat  |
| ------------- | ------------------------ | --------- |
| Alfonso Lara  | Isabel                   | Nominat   |
| Álvaro Monje  | Isabel                   | Nominat   |
| Tristán Ulloa | El tiempo entre costuras | Guanyador |

### Teatre

#### Millor actriu protagonista
| Actriu               | Muntatge               | Resultat   |
| -------------------- | ---------------------- | ---------- |
| Ana Gracia           | Comedia y sueño        | Nominada   |
| Kiti Mánver          | Las heridas del viento | Guanyadora |
| Aitana Sánchez-Gijón | La Chunga              | Nominada   |

#### Millor actor protagonista
| Actor           | Muntatge       | Resultat  |
| --------------- | -------------- | --------- |
| Asier Etxeandía | El intérprete  | Guanyador |
| Carlos Hipólito | El crédito     | Nominat   |
| Jorge Muriel    | Los iluminados | Nominat   |

#### Millor actriu secundària
| Actriu        | Muntatge        | Resultat   |
| ------------- | --------------- | ---------- |
| Inma Cuevas   | Cerda           | Guanyadora |
| Xenia Reguant | Comedia y sueño | Nominada   |
| Ana Wagener   | La anarquista   | Nominada   |

#### Millor actor secundari
| Actor              | Muntatge                               | Resultat  |
| ------------------ | -------------------------------------- | --------- |
| Felipe Andrés      | El fantástico Francis Hardy, curandero | Guanyador |
| Tamar Novas        | Comedia y sueño                        | Nominat   |
| Daniel Pérez Prada | MBIG                                   | Nominat   |

#### Millor actriu de repartiment
| Actriu         | Muntatge             | Resultat   |
| -------------- | -------------------- | ---------- |
| Nuria Gallardo | La verdad sospechosa | Guanyadora |
| Pepa Pedroche  | La verdad sospechosa | Nominada   |
| Violeta Pérez  | Comedia y sueño      | Nominada   |

#### Millor actor de repartiment
| Actor         | Muntatge                 | Resultat  |
| ------------- | ------------------------ | --------- |
| Luis Callejo  | Los miércoles no existen | Guanyador |
| David Lorente | La verdad sospechosa     | Nominat   |
| César Sánchez | Tomás Moro, una utopía   | Nominat   |